# Ольховый Яр
Ольховый Яр — овраг и река в России, протекает в Шебекинском районе Белгородской области. Левый приток реки Нежеголь.

## География
Ольховый Яр берёт начало у хутора Мухин. Течёт на северо-запад по открытой местности. Устье реки находится у деревни Нижнее Берёзово в 37 км по левому берегу реки Нежеголь. Длина реки составляет 10 км.

## Данные водного реестра
По данным государственного водного реестра России относится к Донскому бассейновому округу, водохозяйственный участок реки — Северский Донец от истока до границы РФ с Украиной без бассейнов рек Оскол и Айдар, речной подбассейн реки — Северский Донец (российская часть бассейна). Речной бассейн реки — Дон (российская часть бассейна).
По данным геоинформационной системы водохозяйственного районирования территории РФ, подготовленной Федеральным агентством водных ресурсов:
- Код водного объекта в государственном водном реестре — 05010400112107000010856
- Код по гидрологической изученности (ГИ) — 107001085
- Код бассейна — 05.01.04.001
- Номер тома по ГИ — 07
- Выпуск по ГИ — 0